# Orcs Must Die!
Orcs Must Die! ist ein Tower-Defense-Computerspiel von Robot Entertainment für Xbox 360 und Windows-PC, das im Oktober 2011 veröffentlicht wurde. Anders als die Mehrheit der Tower-Defense-Spiele wird das Spielgeschehen nicht aus einer Vogelperspektive präsentiert, sondern aus einer Third-Person-Perspektive auf den Charakter, wodurch das Spiel Elemente des Genres Shooter erhält.

## Spielprinzip
Ziel des Spiels ist es, auf insgesamt 24 Karten eine Horde von Gegnern – besonders Orks – daran zu hindern, ein Portal zu erreichen. Der Charakter darf dabei weder zu oft sterben, noch dürfen zu viele Monster das Portal erreichen. Es stehen einem neben 6 Waffen und Zaubersprüchen 17 Fallen zur Verfügung, die man sich im Laufe des Spiels allerdings erst erspielen muss. Weiterhin bekommt man die Gelegenheit, Waffen und Fallen aufzurüsten. Später kommen auch noch 2 verschiedene Wächter und 3 verschiedene Weberinnen dazu. Die Fallen können in Echtzeit jederzeit im Spiel platziert werden. Als Währung dazu dienen Münzen, die man – abgesehen vom Startkapital – durch getötete Monster bekommt.

## Rezeption
Bei Metacritic.com erhielt die PC-Variante 83 %, die Xbox360-Version bekam 79 %.

## Nachfolger

### Orcs Must Die! 2
Die Fortsetzung Orcs Must Die! 2 erschien am 30. Juli 2012. Die wichtigsten Neuerungen gegenüber dem Vorgänger sind, dass die Zauberin, die im ersten Teil noch eine nicht spielbare Antagonistin war, nun als zweite Charakterklasse zur Verfügung steht, sowie, dass das Spiel um einen Zweispieler-Kooperationsmodus erweitert wurde, in dem man mit einem anderen Spieler im lokalen Netzwerk oder Internet die Kampagnen durchspielen kann. Weiterhin wurde das Belohnungs- und Upgrade-System verändert und erweitert.

### Orcs Must Die! Unchained
Am 18. April 2017 erschien ein Free-to-play-Ableger der Reihe mit dem Namen Orcs Must Die! Unchained für Microsoft Windows. Die PlayStation-4-Version folgte am 18. Juli 2017. Bereits seit 2014 befand sich das Spiel in der Beta.

### Orcs Must Die! 3
Der dritte Teil der Hauptreihe ist am 14. Juli 2020 zeitlich begrenzt exklusiv für die Cloud-Gaming-Plattform Google Stadia erschienen. Die Versionen für Windows, PlayStation 4, Xbox One und Xbox Series X/S folgten am 23. Juli 2021.

### Orcs Must Die! Deathtrap
Für den 28. Januar 2025 ist ein weiterer Teil der Serie zur Veröffentlichung angekündigt und soll exklusiv für Windows-PC erscheinen.